# 奧頓維爾鎮區 (明尼蘇達州大石湖縣)
奧頓維爾鎮區（英語：Ortonville Township）是位於美國明尼蘇達州大石湖縣的一個行政鎮區。

## 地方資料
奧頓維爾鎮區的面積為48.30平方千米，當中陸地面積為45.80平方千米，而水域面積為2.50平方千米。根據2020年美國人口普查的數據，當地共有人口2021人，而人口密度為每平方千米41.84人。